# Villa Cagnola

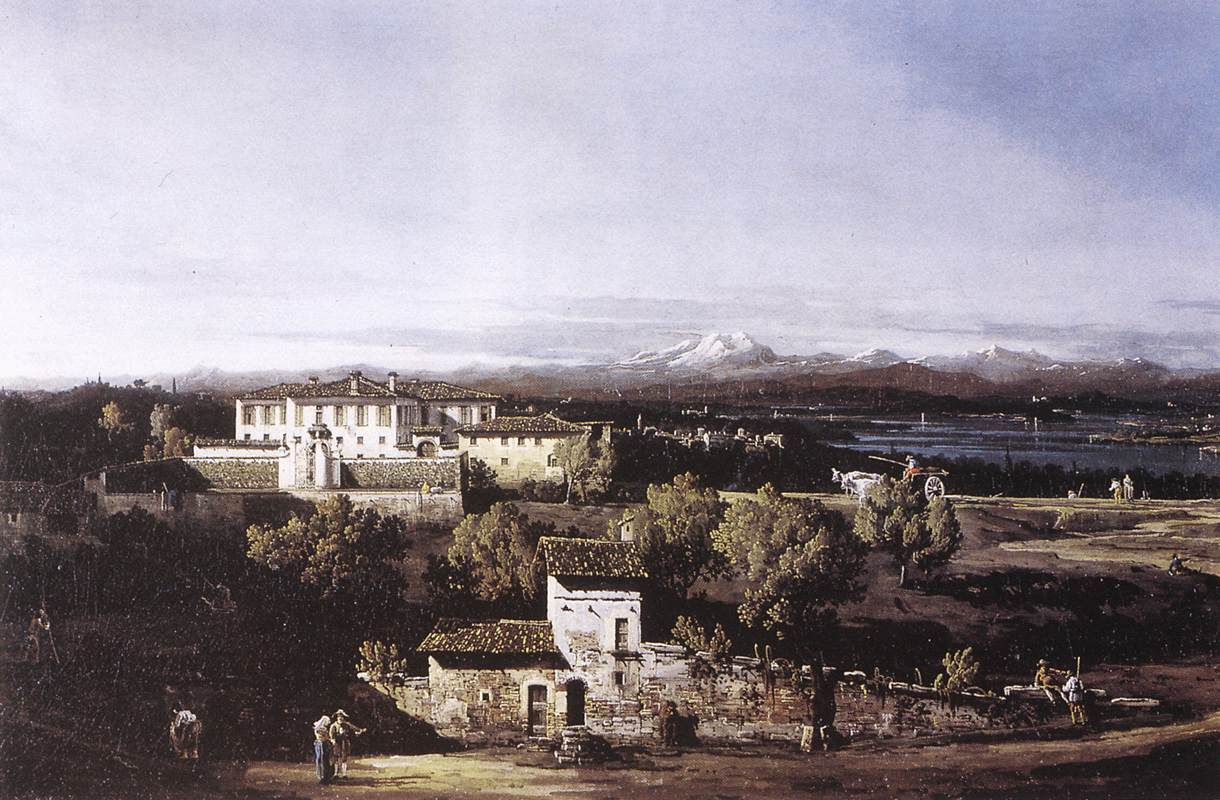
Bernardo Bellotto, Villa Cagnola bei Gazzada

Die Villa Perabò-Melzi-Cagnola, besser bekannt als Villa Cagnola, liegt in Gazzada Schianno und beherbergt das Museum Villa Cagnola, das eine Privatsammlung mit zahlreichen Werken umfasst, darunter mehrere Gemälde toskanischer und venezianischer Maler des 14. und 15. sowie lombardischer Maler des 15. und 16. Jahrhunderts.

## Beschreibung
Die Villa wurde von der Familie Perabò erbaut, die bereits in der zweiten Hälfte des 16. Jahrhunderts Besitz in Gazzada hatte. Im 18. Jahrhundert erweiterten die Brüder Gabrio und Giuseppe Perabò die Villa durch den Bau des Ostteils. Vom Aussehen der Villa zeugen noch die berühmten Ansichten der Villa in Gazzada, die 1744 von Bernardo Bellotto während seiner Reise in die Lombardei angefertigt wurden und heute in der Pinacoteca di Brera aufbewahrt werden.
Im Jahr 1838 verkaufte die Familie Perabò den Besitz von Gazzada an Lodovico Melzi d’Eril, einen bedeutenden Vertreter des Mailänder Adels, der zu einer der reichsten Familien des Königreich Lombardo-Venetien gehörte. Zu dieser Zeit bestand die Villa aus zwei Gebäuden, eines im Osten mit Blick auf den Lago di Varese und ein weiteres im Westen in Richtung Eingang, das durch einen offenen Flügel im ersten Stock mit einem Säulengang mit zwei Erkern verbunden war und sich über zwei Stockwerke erstreckte. Ein Plan des Anwesens dokumentiert das Vorhandensein von Gärten sowohl auf der Süd- als auch auf der Westseite und eines großen Hofes mit rustikalen Gebäuden im Norden der Villa.
Im Jahr 1850 verkaufte Ludovico Melzi d’Eril die Villa mit allen Liegenschaften an Giuseppe Cagnola, einen Vertreter des Mailänder Großbürgertums. Der Komplex wurde 1856 von seinem Sohn Carlo Cagnola, einem Senator des Königreichs, geerbt, der beschloss, die Villa zu renovieren, sie nach dem damaligen romantischen Geschmack umzugestalten und sie mit einem Park im englischen Stil auszustatten. Das Projekt wurde dem Architekten Luigi Clerichetti anvertraut, der es in den 1850er Jahren realisierte. Sein Sohn Guido, der zwischen 1900 und 1901 den Architekten Achille Mainoni d’Intignano mit der Renovierung der Villa beauftragte, übergab sie nach seinem Tod dem Heiligen Stuhl.

## Das Museum

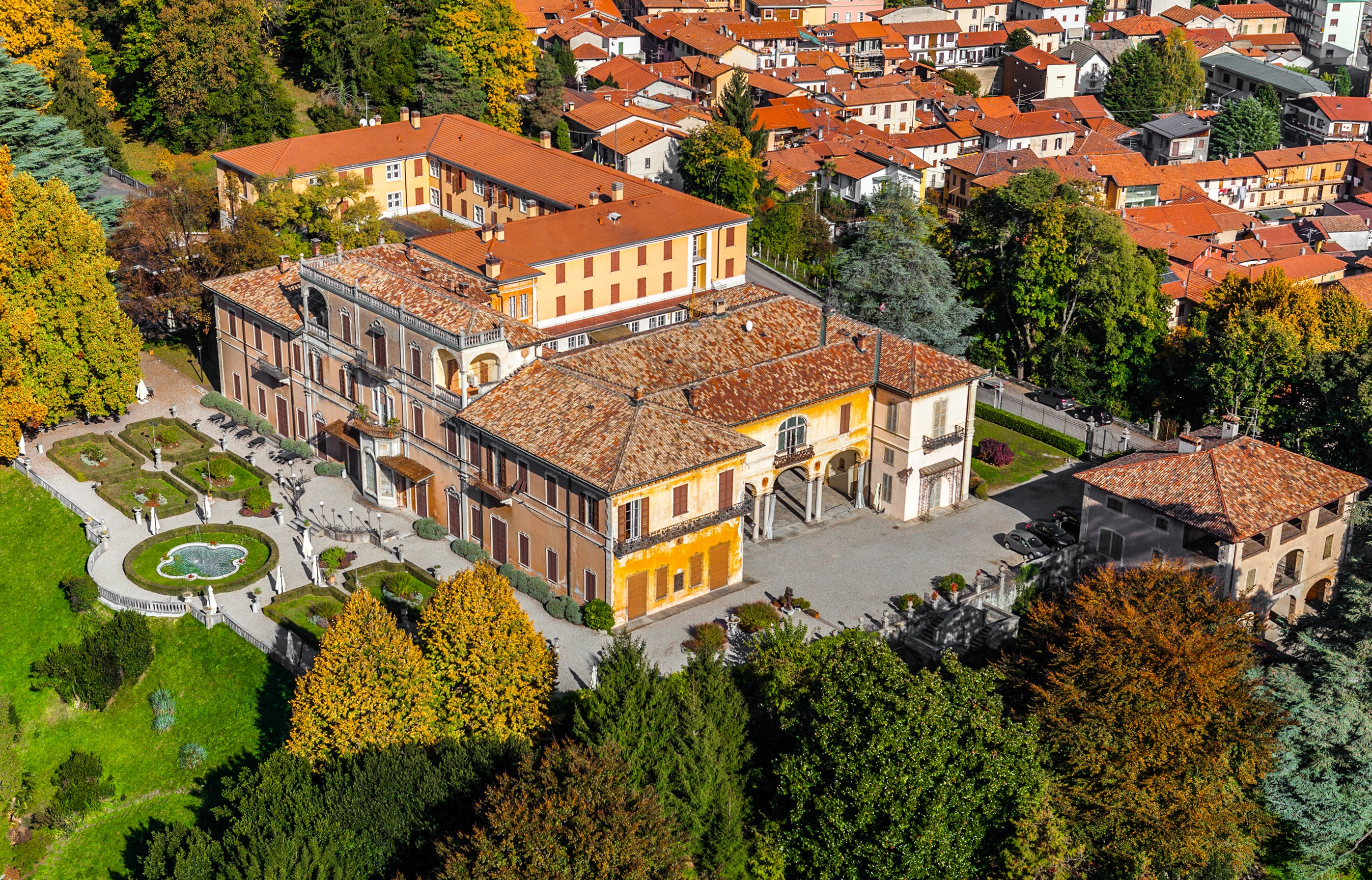

Die Sammlung entstand zwischen der Mitte des 19. und dem Beginn des 20. Jahrhunderts dank des Engagements des Adligen Carlo Cagnola, der die Villa von seinem Vater Giuseppe erbte und sie zusammen mit seinem Sohn Guido, dem letzten Erben der Familie Cagnola, mit Wandteppichen, Gemälden, Porzellan, Keramik und feinen Möbeln bereicherte. Heute sind die gesamte Sammlung und die Villa, in der sie untergebracht ist, im Besitz des Heiligen Stuhls. Die Schenkung des künstlerischen und baulichen Erbes wurde am 2. Mai 1946 mit einer notariellen Urkunde offiziell gemacht.

## Werke

### Bemalungen

#### Mittelitalien vom 14. bis 16. Jahrhundert
Ercole de’ Roberti, Jacopo Bellini, Carpaccio, Bergognone, Bernardino Luini.

#### Vom 17. bis zum 19. Jahrhundert
Auf dem Gebiet der Malerei des siebzehnten und achtzehnten Jahrhunderts ragt der Venezianer Francesco Guardi mit wichtigen Werken heraus.

#### Angewandte Kunst
Sie umfasst eine Sammlung von europäischen und orientalischen Keramiken, Majolika und Porzellan. Bemerkenswert sind auch 21 flämische und französische Wandteppiche, wertvolle antike Möbel, Bronzeplatten und Skulpturen.